# Aude Pépin
 (avril 2017).
Si vous disposez d'ouvrages ou d'articles de référence ou si vous connaissez des sites web de qualité traitant du thème abordé ici, merci de compléter l'article en donnant les références utiles à sa vérifiabilité et en les liant à la section « Notes et références ».
Aude Pépin est une actrice et réalisatrice française.

## Filmographie

### Actrice

#### Longs métrages
- 2009 : Je vais te manquer d'Amanda Sthers
- 2012 : Cloclo de Florent Emilio-Siri : la réceptionniste des disques flèches
- 2013 : 20 ans d'écart de David Moreau : Flora la réceptionniste
- 2013 : Belle comme la femme d'un autre de Catherine Castel : la barmaid
- 2014 : Pseudonyme de Thierry Sebban ; la femme en boite de nuit
- 2014 : Amour sur place ou à emporter d'Amelle Chahbi : Barbara
- 2014 : Eden de Mia Hansen-Løve : une copine de Margot
- 2016 : Rosalie Blum de Julien Rappeneau : la sœur d'Aude
- 2016 : Embrasse-moi ! d'Océane Rose Marie
- 2016 : Porto de Gabe Klinger : Alice

#### Courts métrages
- 2006 : Water Closed de Valérie Flores : Maud Kerster
- 2007 : Le Vacant de Julien Guetta
- 2008 : Le Carré des indigents de Julien Guetta
- 2009 : Comment j'ai accepté ma place parmi les mortels de Mikael Buch
- 2010 : Mémoires d'une fille dérangée de Keren Marciano : Aurélie
- 2011 : Point de fuite de Benjamin d'Aoust : Marie
- 2011 : Le Chant du Coquelicot de Jean-Baptiste Germain
- 2012 : In Between d'Alice Bissonnet, Aloyse Desoubries-Binet, Sandrine Han Jin Kuang, Juliette Laurent, Sophie Markatatos : voix de Nina
- 2013 : Deux fenêtres de Diako Yazdani et Nicolas Ducray : la fille au cinéma

#### Télévision
- 2009 : Pigalle, la nuit (série télévisée) d'Hervé Hadmar, épisodes 1 , 3, 4 : Tania
- 2010 : Le Chasseur (série télévisée) de Nicolas Cuche : Sandrine Lopez
- 2010 : Les Mensonges (téléfilm) de Fabrice Cazeneuve : Mademoiselle Talmoni
- 2011 : Rose c'est Paris (téléfilm documentaire) de Serge Bramly
- 2013 : Lascars (série télévisée), saison 2 de Barthélemy Grossmann
- 2014 : Fais pas ci, fais pas ça (série télévisée) de Cathy Verney : la professeure de gymnastique
- 2014 : Ma pire angoisse (série télévisée), épisode L'Erection de Vladimir Rodianov  : la kiné

#### Publicité
- Elle a tourné un spot publicitaire pour le site de rencontres Meetic réalisé par Maiwenn
- Elle a prêté sa voix à différents spots publicitaires de radio et de télévision comme Ikea, popgom.fr, Volvic Juicy, BN, Castorama, Showroom privé, Swarovsky, Krys, Wilkinson, Dior ...

### Réalisatrice
- 2021 : À la vie[1]

### Collaborations émissions de télévision
- Depuis 2017 , elle collabore en tant que journaliste et responsable d'enquête avec La Maison des Maternelles produite par 2P2L et diffusée sur France 5.
- En septembre 2012, elle devient Miss météo et chroniqueuse de La Matinale de Canal+ présentée par Ariane Massenet. Elle fait aussi découvrir de nouveaux talents musicaux dans la chronique intitulée « Le son du jour » à chaque fin d'émission.
- En 2005, elle devient chroniqueuse tendance (en remplacement de Frédérique Bangué) pour l'émission hebdomadaire jeunesse présentée par Vincent Radureau Playground sur Canal+. Elle crée ensuite la rubrique "Découverte de nouveaux talents" où elle repère des artistes encore inconnus du grand public.
- De septembre 2002 à juin 2016  elle collabore avec l'émission Le Zapping de Canal+ à l'analyse et la sélection des images en vue du montage final.
- En février 2002, elle entre en stage à l'émission + de cinéma présentée par Nathalie Cuman, puis y est embauchée comme assistante de production jusqu'à la fin de la saison et l'arrêt de l'émission.